# Locomotiva MÁV 424
La locomotiva MÁV 424  era una locomotiva a vapore di rodiggio 4-8-0 delle Ferrovie statali dell'Ungheria progettata per effettuazione di treni merci e passeggeri di ogni categoria.

## Le premesse
La disfatta dell'Impero Austroungarico e la sua dissoluzione al termine della prima guerra mondiale lasciarono le ferrovie statali dell'Ungheria in una situazione particolarmente critica; le spartizioni territoriali la privarono di molte linee e ne decurtarono l'estensione di molte altre. Inoltre le consegne di molti dei suoi rotabili, a titolo di risarcimento dei danni di guerra alle potenze vincitrici e in seguito le conseguenze della Grande depressione, non permisero di risollevarsi dalla crisi neanche nel decennio successivo. Verso la metà degli anni venti divenne manifesta l'urgenza di costruire nuove locomotive con caratteristiche "universali" cioè il più possibile adatte ad ogni tipo di servizio. La commessa fu affidata alla fabbrica nazionale di locomotive MÁVAG che nel 1924 fece la sua prima corsa di prova della locomotiva tra Budapest e Vác. Tra il 1924 e il 1958 vennero costruiti 514 esemplari della macchina, immatricolata come "gruppo 424" nella MAV che rimase in servizio fino all'abolizione della trazione a vapore in Ungheria nel 1984. Ben 149 unità erano state prodotte per l'esportazione.
Alla fine della seconda guerra mondiale 51 unità furono cedute alle ferrovie cecoslovacche e re-immatricolate quali "ČSD 465.0". Un grosso numero di unità fu immatricolato nelle ferrovie jugoslave come "JŽ classe 11" . La locomotiva è stata una delle migliori e più grandi del parco di locomotive a vapore della rete dell'ex Jugoslavia. Il loro numero totale era di 65 unità di cui la maggior parte dislocata in Croazia, per il traino di treni espressi sulle linee principali Zagabria - Vinkovci, Zagabria - Bihac - Spalato, Zagabria - Oštarije - Spalato, Zagabria - Moravice e Zagabria - Koprivnica (Gyékényes) fino al cambio di sistema di trazione in diesel o elettrica.

## Caratteristiche generali
Venne scelto il rodiggio simmetrico, 2-4-0.
La caldaia venne costruita secondo le nuove tendenze progettuali molto alta, circa 3.300 mm rispetto al piano del ferro e in grado di sopportare una pressione di esercizio di 16 bar e venne impiegato il surriscaldamento secondo il sistema Schmidt. Il forno, in acciaio, aveva una griglia incernierata per facile pulizia dalle scorie. I cuscinetti degli assi erano a strisciamento ma con lubrificazione centralizzata a un grasso tipo Friedmann. La sospensione era con molle a balestra poste al di sotto dei cuscinetti dell'asse e collegati da bilancieri per equilibrare la massa tra gli assi motori. Anteriormente era posto un carrello di guida portante biassiale.
Il motore venne costruito a 2 cilindri a semplice espansione; la distribuzione a pistoni ("cassetto cilindrico") era comandata da un meccanismo a bielle del tipo Heusinger. 
Il sistema di frenatura era ad aria compressa fornita da un compressore a vapore a doppio stadio tipo Knorr.
Dato il lungo periodo in cui venne costruita furono apportate numerose varianti e miglioramenti. La caldaia di alcune serie fu quella Brotan, il fumaiolo in alcune locomotive fu del tipo Kylchap.

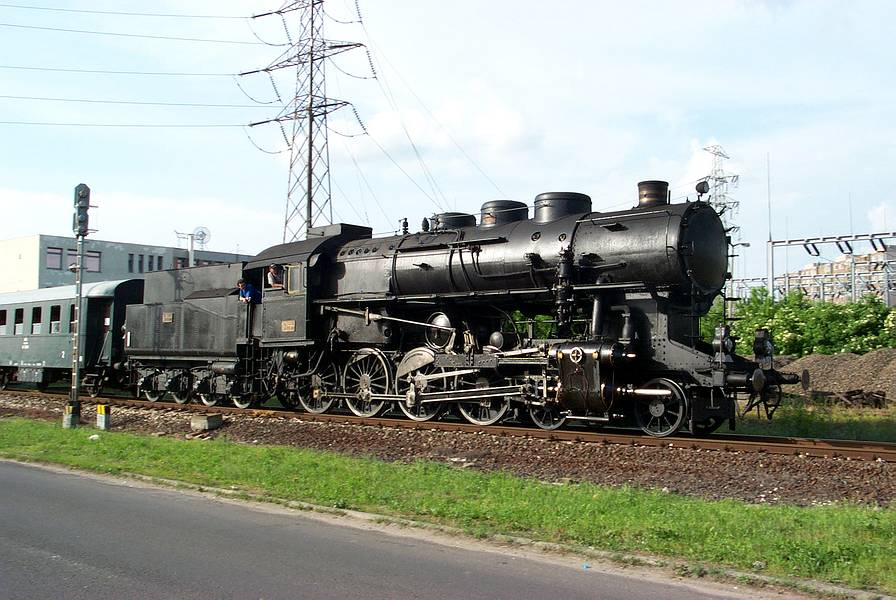
Locomotiva MÁV 424.009 fotografata in attività nel 2002

## Unità preservate
Alcune unità sono rimaste, preservate con funzione monumentale:
- 424.001 prima esposta nella stazione di Zagabria e in seguito trasferita a Budapest nel Museo dei Trasporti.
- 424.124 esposta nella stazione di Dombóvár (nell'Ungheria centrale).
- MÁV 424.320 esposta nella stazione di Szolnok[4].

Altre unità fanno parte del parco storico funzionante: la 424.009, la 424.247 e la 424.287. Per un certo tempo anche la 424.262 ha fatto parte del gruppo.

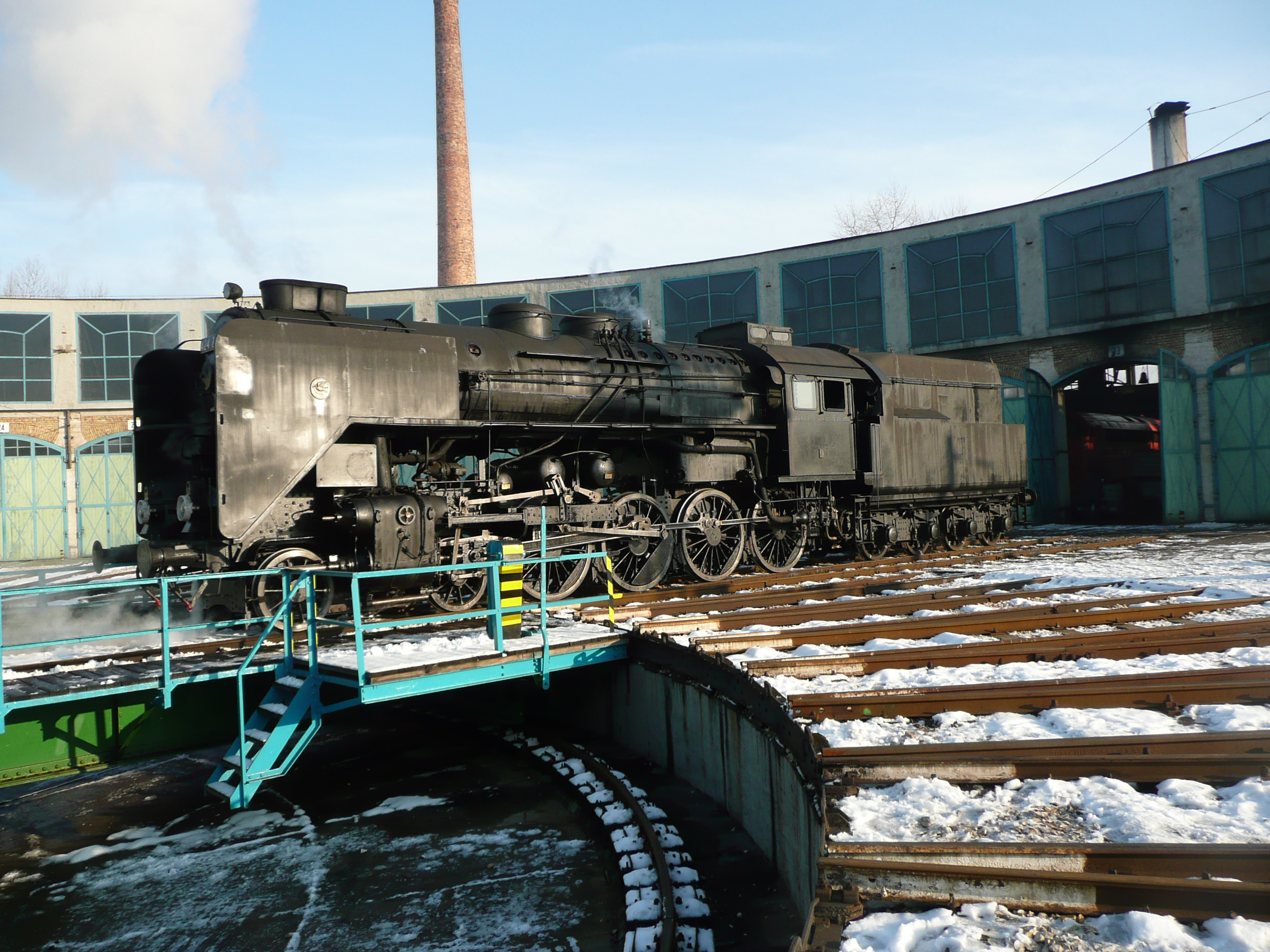
Locomotiva 424.247 in sosta nel Museo ferroviario Ungherese (Magyar Vasúttörténeti Park) nel 2010